# サイエンスZERO
『サイエンスZERO』（サイエンスゼロ）は、NHK教育テレビジョン（NHK Eテレ）で2003年4月9日から放送されている科学教育番組である。2002年3月まで放送された『サイエンスアイ』の後継番組にあたる。かつては国際放送（NHKワールドTV）でも2003年度から放送された2004年度には英日2カ国語放送を行った。2005年度よりハイビジョン放送を開始。

## 内容
最先端の科学と技術を紹介するとともに、さまざまな社会問題や身近な事柄などに関して科学の視点で切り込む。『NHKスペシャル』で科学的な内容の話題を取り上げた場合には、それに前後して同じ対象について別の視点で取り上げることもある。番組の冒頭に取り上げる話題の視点を複数示し、各々の視点から対象を捉える作業を順次行う構成を取る。研究者による解説とともに、CGを使った映像で分かりやすく解説する。
2011年度以降は、同年3月11日に発生した東北地方太平洋沖地震（東日本大震災）を扱ったテーマや、東京電力福島第一原子力発電所事故やその事故によって発生した放射能汚染を題材とする「シリーズ 原発事故」が不定期に放送され、NHK東日本大震災プロジェクトの一環として位置づけられている。
サイエンスZERO リターンズは、新作が休みの間、過去に放送した懐かしいVTRを振り返る、『サイエンスZERO』の再放送版。

## コーナー

### 旧コーナー
出典。
ZEROのつぼ
架空のロボット「ZEROBO」が、その回のテーマに対して、本編とは違う切り口からの紹介を行うコーナー。
科学∞（かがくむげんだい）
その回のテーマとは関係なく、最先端の科学の話題を紹介するコーナー。毎回あるとは限らない。
ZEROブレイク
ZEROからまなべ!
ナビゲーターの眞鍋かをりが、その回のテーマを研究している施設や研究者のもとを訪ねて、話を聞いたり、さまざまな体験をしたりするコーナー。
めぐみの一歩
ナビゲーターの安めぐみが、その回のテーマを研究している施設や研究者のもとを訪ねて、話を聞いたり、さまざまな体験をしたりするコーナー。週によっては、「めぐみの2歩」がある場合もある。
ZEROマガジン
科学の旬の話題をマガジン形式で紹介する。

## 放送時間
放送期間は本放送日基準である。

### 現在の放送時間
- 2023年4月2日 - 
  - NHK Eテレ（本放送）: 日曜日 23:30 - 0:00
  - NHK Eテレ（再放送）: 土曜日 11:00 - 11:30

### 過去の放送時間
- 2003年4月9日 - 2004年3月
  - NHK教育（本放送）: 水曜日 00:00 - 00:45 （火曜深夜）
  - NHK教育（再放送）:
- 2004年4月 - 2007年3月24日
  - NHK教育（本放送）: 土曜日 19:00 - 19:45
  - NHK教育（再放送）: 翌週火曜日 00:40 - 01:25 （月曜深夜）
  - BShi
- 2007年4月7日 - 2008年3月29日
  - NHK教育（本放送）: 土曜日 23:45 - 24:29
  - NHK教育（再放送）: 翌週金曜日 19:00 - 19:44
  - BS2（再放送）: 翌週木曜日 02:30 - 03:14 （水曜深夜）
- 2008年4月6日（5日深夜） - 2009年3月29日（28日深夜）
  - NHK教育（本放送）: 日曜日 00:00 - 00:44 （土曜深夜）
  - NHK教育（再放送）: 翌週金曜日 19:00 - 19:44
- 2009年4月4日 - 2011年3月26日
  - NHK教育（本放送）: 土曜日 22:00 - 22:34
  - NHK教育（再放送）: 翌週金曜日 19:00 - 19:34
  - BS2（再放送）: 翌週木曜日 02:30 - 03:04 （水曜深夜）
- 2011年4月2日 - 2012年3月31日 
  - NHK Eテレ（本放送）: 土曜日 00:00 - 00:30 （金曜深夜）
  - NHK Eテレ（再放送）: 翌週木曜日 18:55 - 19:25
- 2012年4月8日 - 2018年4月1日
  - NHK Eテレ（本放送）: 日曜日 23:30 - 0:00
  - NHK Eテレ （再放送）:土曜日 12:30 - 13:00
  - NHKワールド・プレミアム : 月曜日 13:05 - 13:35
- 2018年4月7日 - 2022年3月27日
  - NHK Eテレ（本放送）: 日曜日 23:30 - 0:00
  - NHK Eテレ （再放送）: 土曜日 11:00 - 11:30
  - NHKワールド・プレミアム : 月曜日 13:05 - 13:35
- 2022年4月3日 - 2023年4月1日
  - NHK Eテレ（本放送）: 日曜日 23:30 - 0:00
  - NHK Eテレ（再放送）: 土曜日 11:15 - 11:45

## 出演者

### 歴代ナビゲーター
| 期間                         | ナビゲーター    | ナビゲーター |
| ---------------------------- | --------------- | ------------ |
| 2003年4月9日 − 2005年3月26日 | 眞鍋かをり      | 高市佳明     |
| 2005年4月2日 − 2007年3月24日 | 眞鍋かをり      | 熊倉悟       |
| 2007年4月7日 − 2008年3月29日 | 安めぐみ        | 熊倉悟       |
| 2008年4月5日 − 2012年3月31日 | 安めぐみ        | 山田賢治     |
| 2012年4月8日 − 2014年3月30日 | 竹内薫 南沢奈央 | 中村慶子     |
| 2014年4月6日 − 2015年3月29日 | 竹内薫 南沢奈央 | 江崎史恵     |
| 2015年4月5日 − 2018年4月1日  | 竹内薫 南沢奈央 | （不在）     |
| 2018年4月8日 − 2021年3月28日 | 小島瑠璃子      | 森田洋平     |
| 2021年4月4日 − 2022年3月27日 | 小島瑠璃子      | 浅井理       |
| 2022年4月24日 −              | 井上咲楽        | 浅井理       |

不定期出演
- 水野倫之 - NHKの解説委員、「シリーズ原発事故」担当

ゲストコメンテーター（2011年度まで）
- 50音順、週替りで1人が登場。これに専門家1人を加えた、4人がスタジオに登場した。
  - 大島まり - 東京大学生産技術研究所教授、専門はバイオ・マイクロ流体工学
  - 黒崎政男 - 東京女子大学文理学部哲学科教授、専門はカント哲学
  - 佐倉統 - 東京大学大学院情報学環教授、専門は生物学・科学史など
  - 鈴木真二 - 東京大学大学院教授、専門は航空機力学
  - 竹内薫 - サイエンスライター、作家 ※ナビゲーター就任前
  - 手塚眞 - ヴィジュアリスト
- 2012年度から2014年度までは基本的にはナビゲーター3人と専門家1人が番組に登場した（不定期企画「ZEROマガジン」時を除く）。
- 2015年度からはナビゲーターと専門家1人がスタジオに登場する（「シリーズ原発事故」では専門家に加え、前述の水野（解説委員）が登場する）。

声の出演
- 七緒はるひ - 「ZEROのつぼ」のコーナーの「ZEROBO」の声

ナレーション　
- 加藤優子
- 土田大
- 原田裕和（ - 2012年3月）
- 平野哲史（2012年4月8日 - 2013年3月）
- 江藤泰彦（2013年4月7日 - 2014年3月）
- 中山準之助（2014年4月13日 - 2015年3月22日）
- 筒井亮太郎（2015年5月10日 - 2016年4月3日）
- 稲垣秀人（2016年4月24日 - 2018年7月）
- 浅井僚馬
- 川野剛稔
- 大嶋貴志
- 塩澤大輔
- 利根川真也

## 関連番組
- NHK総合テレビ
  - 科学時代（1961年4月5日 - 1967年3月30日）
  - あすをひらく（1967年4月9日 - 1971年3月11日）
  - あすへの記録（1971年4月7日 - 1978年3月8日）
  - 科学ドキュメント（1978年4月3日 - 1983年3月7日）
  - クローズアップ（1983年4月11日 - 1988年3月15日）
  - サイエンスQ（1988年4月6日 - 1989年3月7日）
- NHK教育テレビ
  - 現代科学講座（1965年4月10日 - 1969年3月）
  - 現代の科学（1969年4月7日 - 1972年3月）
  - サイエンスアイ（1996年4月6日 - 2002年3月30日）
- NHKワールドTV
  - Science View - 元は国内向けの当番組を英訳したものを放送していたが、これに代わるものとして同趣旨の内容をNHKワールド用のオリジナル番組としてリニューアルしたもの。MCは木村ティナ倫子と山本ミッシェールのぞみ